# Il-Foocshe
Il-Foocshe (ook: El Fosc, Ilfoocshe) is een gehucht aan de kust van de Indische Oceaan in het district Jariiban, regio Mudug, in Somalië.
 Il-Foocshe ligt in het deel van Somalië dat behoort tot de zelfverklaarde autonome 'staat' Puntland. 
Il-Foocshe ligt eenzaam aan de kust, hemelsbreed 69 km ten oosten van Jariiban. Er is geen haventje of een pier; bootjes worden op het strand getrokken. Het dorp heeft zich ontwikkeld rond een bron en staat ook vaak als bron aangegeven op kaarten. Het is niet via wegen verbonden met het achterland; wel lopen er moeilijk begaanbare paden langs de kust naar nederzettingen verder zuidwaarts zoals Kulub (ca. 19 km) of noordwaarts zoals Dhinawda Dhigdhigley (ruim 23 km). Ongeveer 7 km ten noorden van Il-Foocshe ligt er een gestrand schip op de kust, zie hier. Het binnenland is een vrijwel onbewoonde droge steppe met spaarzame en verspreide vegetatie. Hier trekken nomaden rond met vee. Galxagar is daar het dichtstbij gelegen dorp, bijna 35 km landinwaarts.
 In december 2004 werden Il-Foocshe en andere Somalische kustplaatsen getroffen door dezelfde tsunami die ook Thailand en Indonesië trof. Via het Galkayo Education Centre for Peace and Development werden kleding, kinderkleding, dekens en plastic zeilen bezorgd in Il-Foocshe. Een vrachtwagen met hulpgoederen van het VN-Wereldvoedselprogramma werd kort daarna bij Il-Foocshe aangevallen en geplunderd; de chauffeur werd daarbij vermoord.
Klimaat: Il-Foocshe heeft een tropisch savanneklimaat met een gemiddelde jaartemperatuur van 27,1°C. De warmste maand is mei, met een gemiddelde temperatuur van 28,9°C; januari is het koelste, gemiddeld 24,6°C. De jaarlijkse regenval bedraagt 159 mm (ter vergelijking, in Nederland ca. 800 mm). Er zijn twee uitgesproken regenseizoenen, in april-mei en oktober-november. Mei is de natste maand met ca. 56 mm neerslag. Van december t/m maart valt er weinig neerslag, en in de vier maanden juni t/m september is het vrijwel geheel droog.